# Маунтколлинс
Маунтколлинс (англ. Mountcollins; ирл. Cnoc Uí Choileáin) — деревня в Ирландии, находится в графстве Лимерик (провинция Манстер).

## Демография
Население — 221 человек (по переписи 2006 года). В 2002 году население составляло 230 человек.
Данные переписи 2006 года:
| Общие демографические показатели |               |                               |                               |      |      |
| Всё население                    | Всё население | Изменения населения 2002—2006 | Изменения населения 2002—2006 | 2006 | 2006 |
| 2002                             | 2006          | чел.                          | %                             | муж. | жен. |
| 230                              | 221           | −9                            | −3,9                          | 116  | 105  |